# Chó Bắc Kinh
Chó Bắc Kinh (Trung văn: 北京狗 "Bắc Kinh cẩu" hoặc 北京犬 "Bắc Kinh khuyển"), còn được gọi bằng tên một số tên gọi khác như chó sư tử (獅子狗 "sư tử cẩu"), phúc cẩu (福狗) vân vân, là một loài chó có nguồn gốc từ Trung Quốc.